# Gestion mentale
 (novembre 2013).
Si vous disposez d'ouvrages ou d'articles de référence ou si vous connaissez des sites web de qualité traitant du thème abordé ici, merci de compléter l'article en donnant les références utiles à sa vérifiabilité et en les liant à la section « Notes et références ».
La gestion mentale est un courant pédagogique, une démarche qui explore, décrit et étudie les gestes mentaux de la connaissance dans leur diversité. Cette démarche pédagogique se fonde sur une psychologie de la conscience cognitive et phénoménologique. Élaborée par Antoine de La Garanderie, elle propose une didactique des actes de connaissance qui doit être pratiquée en amont de toute didactique des disciplines et elle entend instituer une nouvelle éthique de la relation pédagogique grâce à laquelle l'enseignant et l'enseigné s'éveillent ensemble aux significations multiples des savoirs et deviennent des acteurs de sens. 

## Historique
La théorie pédagogique de la gestion mentale est le fruit de nombreuses années d'expérimentations conduites, depuis les années 1950, par le philosophe et pédagogue Antoine de La Garanderie. Ce dernier interrogeait des personnes en situation d'apprentissage pour découvrir quels moyens cognitifs (images mentales visuelles, auditives ou encore verbales) elles utilisaient pour accomplir des tâches. Loin de tout behaviorisme, Antoine de La Garanderie affirma que la réussite d'une tâche dépendait, entre autres choses, des gestes mentaux que les élèves et les étudiants déployaient. C'est l'éducation nationale qui donna au tournant des années 1980 le syntagme « gestion mentale » aux travaux de La Garanderie, qui ne l'a pas créé. Ce terme donna lieu à des pratiques de dialogue pédagogique entre apprenants et diffuseurs de savoirs dans les années 1980, comme dans les associations Initiative et Formation. Aujourd'hui, l'influence de la « gestion mentale » demeure dans l'univers de l'éducation, de la pédagogie, de l'orthophonie, de la rééducation, en France, en Suisse, en Belgique, en Italie, au Canada. Un Institut international de gestion mentale a été créé en 1993.

## Philosophie et éthique
La gestion mentale partage avec l'éducation nationale la croyance en l'éducabilité de chacun : par l'éducation de son pouvoir de connaître, chaque être humain s'édifie quelle que soit l'activité qu'il exerce ; tous les hommes sont éducables et peuvent enrichir, développer leur puissance de connaître - « Tous les hommes naissent libres et égaux en pouvoir de connaissance ». Et par cette édification chacun peut accéder à une autonomie de pensée et d'être. La Garanderie proposera même dans « Tous les enfants peuvent réussir » une internationale avec le slogan « Imbéciles de tous les pays unissez-vous ».

## Les concepts clés
- Projet de sens, atmosphère de sens, lieu de sens, espace, temps, mouvement.
- Perception, évocation, images mentales, expressions mentales.
- Geste mental, acte de connaissance, outil de connaissance.
- Attention, mémorisation, compréhension, réflexion, imagination créatrice.
- Profil pédagogique, paramètre.
- Dialogue pédagogique, relation pédagogique, introspection, éthique du connaître, autonomie.

Exemple d'étude d'un concept : l'évocation
1. la nature (ou langue) de l'évocation : visuelle, auditive (voire verbale) dans les premiers travaux, puis tactile.
2. les paramètres mis en jeu : concret (ou P1), convention (ou P2), liens logiques (ou P3) ou liens inédits (ou P4).
3. le codage : première ou troisième personne.
4. le lieu de sens : espace, temps, mouvement  (motilité mentale = le fait de pouvoir faire bouger, faire évoluer, ses évocations mentales)

Le terme « kinesthésique » n'appartient pas à la gestion mentale.

## Objectifs
- Faire prendre conscience des habitudes mentales mises en œuvre au cours des activités les plus variées.
- Différencier évocation et perception.
- Mettre en œuvre des projets mentaux. Ils consistent en l'orientation spontanée ou réfléchie que le sujet donne à son activité. Ils structurent les gestes mentaux qui sont : l'attention, la mémorisation, la compréhension, la réflexion et l'imagination. Le but est de mener à l’autonomie du sujet.

## Outils
La gestion mentale fut un des précurseurs en France de la diffusion de la carte mentale qui consiste à associer dans un schéma un concept et les idées qu'il évoque. Pour autant elle n'est pas un outil de gestion mentale. La pratique de la gestion mentale repose sur le dialogue pédagogique.

## Champs d'application
La gestion mentale est une méthode pédagogique, collective ou individuelle. Même si elle ne vise pas le développement personnel, elle y contribue largement. Elle peut éventuellement constituer une aide thérapeutique, que ce soit dans l’identification des troubles de l’apprentissage, de leurs prise en compte ou de mise en œuvre de moyens thérapeutiques.

#### Œuvres d'Antoine de La Garanderie
- Les profils pédagogiques. Paris, Éditions du Centurion, 1980, collection Paidoguides,  (ISBN 978-2227125193).
- Le dialogue pédagogique avec l'élève. Paris, Éditions du Centurion, 1984, Paidoguides.
- La motivation, son éveil, son développement. Paris, Éditions du Centurion,  (ISBN 978-2227125285), 1991.
- On peut tous toujours réussir. Un projet pour chacun. (écrit avec Élisabeth Tingry) Paris, Éditions Bayard,  (ISBN 978-2227125339), 1991.
- L'intuition, de la perception au concept 1995.
- Critique de la raison pédagogique, Paris, Nathan, 1997.
- Apprendre sans peur, Lyon, Chronique Sociale, 1999.
- Comprendre les chemins de la connaissance, Lyon, Chronique Sociale, novembre 2002.
- Réussir, ça s'apprend, Paris, Bayard Compact,  (ISBN 978-2-227-48679-9), 2013. Cet ouvrage rassemble six livres d'Antoine de La Garanderie :  Les Profils pédagogiques, Pédagogie des moyens d'apprendre, Comprendre et imaginer, Le dialogue pédagogique avec l'élève, Tous les enfants peuvent réussir, Réussir ça s'apprend. Le volume comprend des textes d'introduction pour chaque livre, un index et une table des matières détaillée qui sont le fruit d'un travail accompli par l'équipe de recherche de l'Université catholique d'Angers (GRGM).

#### Œuvres sur Antoine de La Garanderie
- Gaté J.-P., Éduquer au sens de l'écrit. Paris, Nathan, 1998.
- Gaté J.-P., Payen de La Garanderie T., Introduction à Antoine de la Garanderie. Naissance d'un pédagogue. Lyon, Chroniques sociales, 2007.
- Gaté J.-P., Géninet A., Giroul M., Payen de La Garanderie T., Vocabulaire de la gestion mentale. Lyon, Chroniques sociales, 2009.
- La pensée d'Antoine de La Garanderie : Lecture plurielle sous la direction de Jean-Pierre Gaté, Postface de Renaud Hétier, Lyon, Chronique sociale, 2013.

#### Œuvre de débat sur la gestion mentale
- Gardou Charles (sous la direction de), La gestion mentale en questions. À propos des travaux d'Antoine de La Garanderie. Ramonville Saint-Agne, Éditions Érès, 1995.

#### Ouvrages de Gestion Mentale
- Brunet J., Pébrel C., La gestion mentale à l'école, Paris, Retz, 1993.
- Chich, Jacquet, Mériaux, Verneyre, Pratique pédagogique de la gestion mentale, ou Du plaisir d'apprendre, Paris, Retz, 1991.
- Gallien M.-P., Libérer l'imagination. Pour une gestion mentale de l'initiative, Paris, Bayard Editions, 1993.
- Gaté J.-P., Pratiquer le dialogue pédagogique à l'Université, Lyon, La Chronique sociale, 2012
- Géninet A., La gestion mentale en mathématiques. Application de la 6e à la 2nde, Paris, Retz, 1993.
- Maillard C., La gestion mentale - Voyage au centre des émotions, Lyon, La Chronique sociale, 2011.
- Sonnois G., Accompagner le travail des adolescents avec la pédagogie des gestes mentaux, Lyon, La Chronique sociale, 2011.
- Taurisson A., Pensée mathématique et gestion mentale. Pour une pédagogie de l'intuition mathématique, Paris, Bayard Editions, 1993.
- Collectif: Delvaux H, Delvaux PP, Moinet A et IF Belgique, "Mener le dialogue pédagogique en Gestion Mentale", Chronique Sociale, 2018
- Collectif: Daems D, Delvaux H, Delvaux PP, Moinet A, Pébrel Ch, Thomas V, "Explorer les dimensions de la pensée dans l'espace, le temps et le mouvments, Ceux qui apprennent avec tout le corps" Chronique Sociale, 2023

### DVD
- La Pédagogie des moyens d'apprendre, DVD. Conférence d'Antoine de La Garanderie : « Motivation et pédagogie des gestes mentaux », échanges avec la salle, interview d'Antoine de La Garanderie. Coproduction Culture et Vie/Jeunes Plus/Cephas.